# 太陽神航空
太陽神航空公司（Helios Airways）是成立于1998年的塞浦路斯第一家私营航空公司。2004年被英国Libra Holidays Group收购。
太陽神航空於1998年9月23日成立。並於2000年5月15日開始其首班商業航班前往倫敦蓋威克機場。
太陽神航空原拥有3架波音737飞机和一架空中客車A319,其中一架於2005年8月14日的一次空難中（太陽神航空522號班機）墜毀，並導致機上121人全部罹難。
2006年，因公司的銀行帳戶遭塞浦路斯政府凍結，公司因此停飛歇業。

## 空难
- 太陽神航空522號班機空難